# Église Saint-Martin de Vitrac-sur-Montane
L'église Saint-Martin est une église catholique située à Vitrac-sur-Montane, en France.

## Localisation
L'église est située dans le département français de la Corrèze, sur la commune de Vitrac-sur-Montane.

## Historique
Le Portail a été classé au titre des monuments historique en 1973.
L'Église, à l'exclusion du portail classé a été inscrit au titre des monuments historique en 1973.

### Galerie

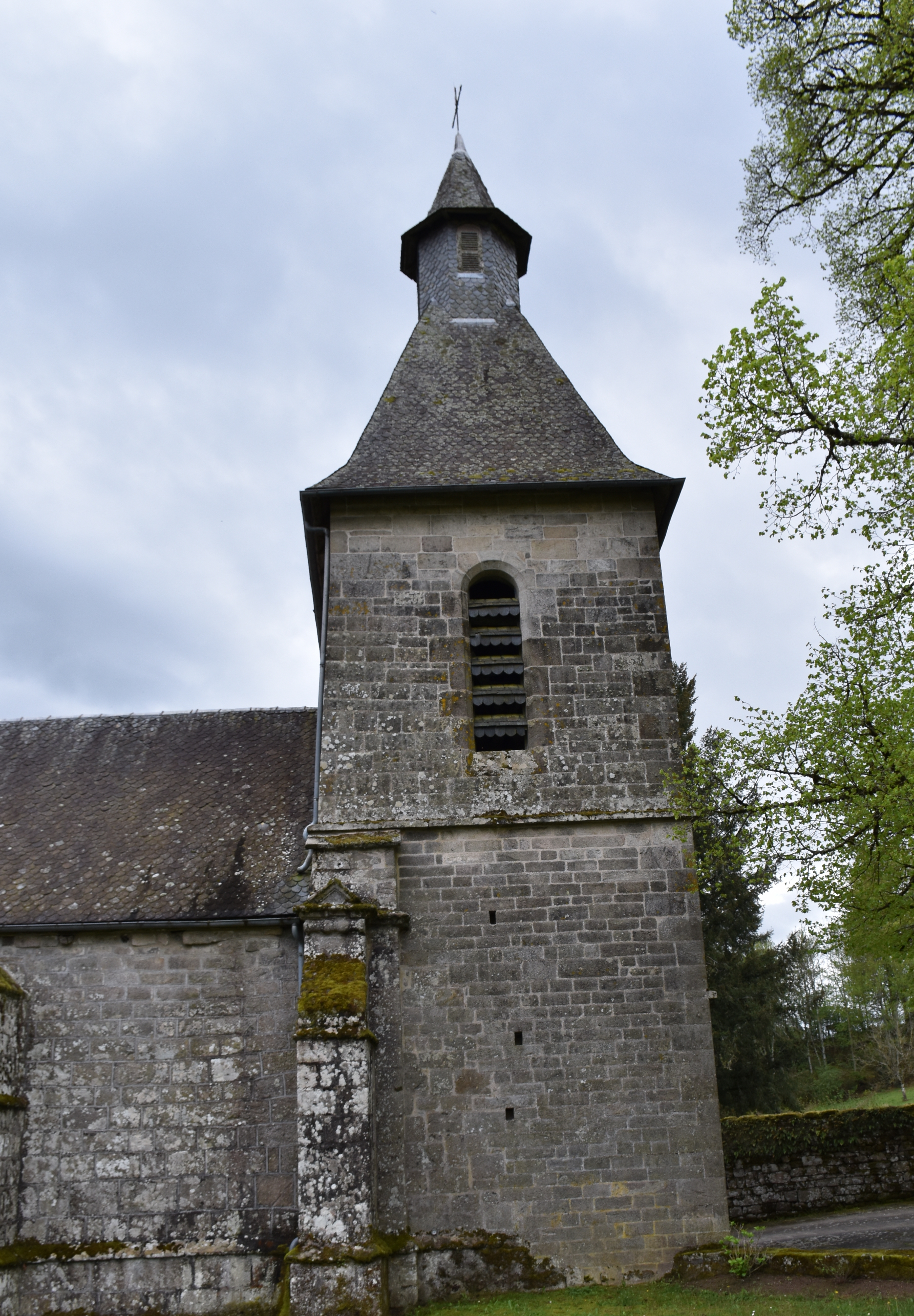
Vue du clocher.
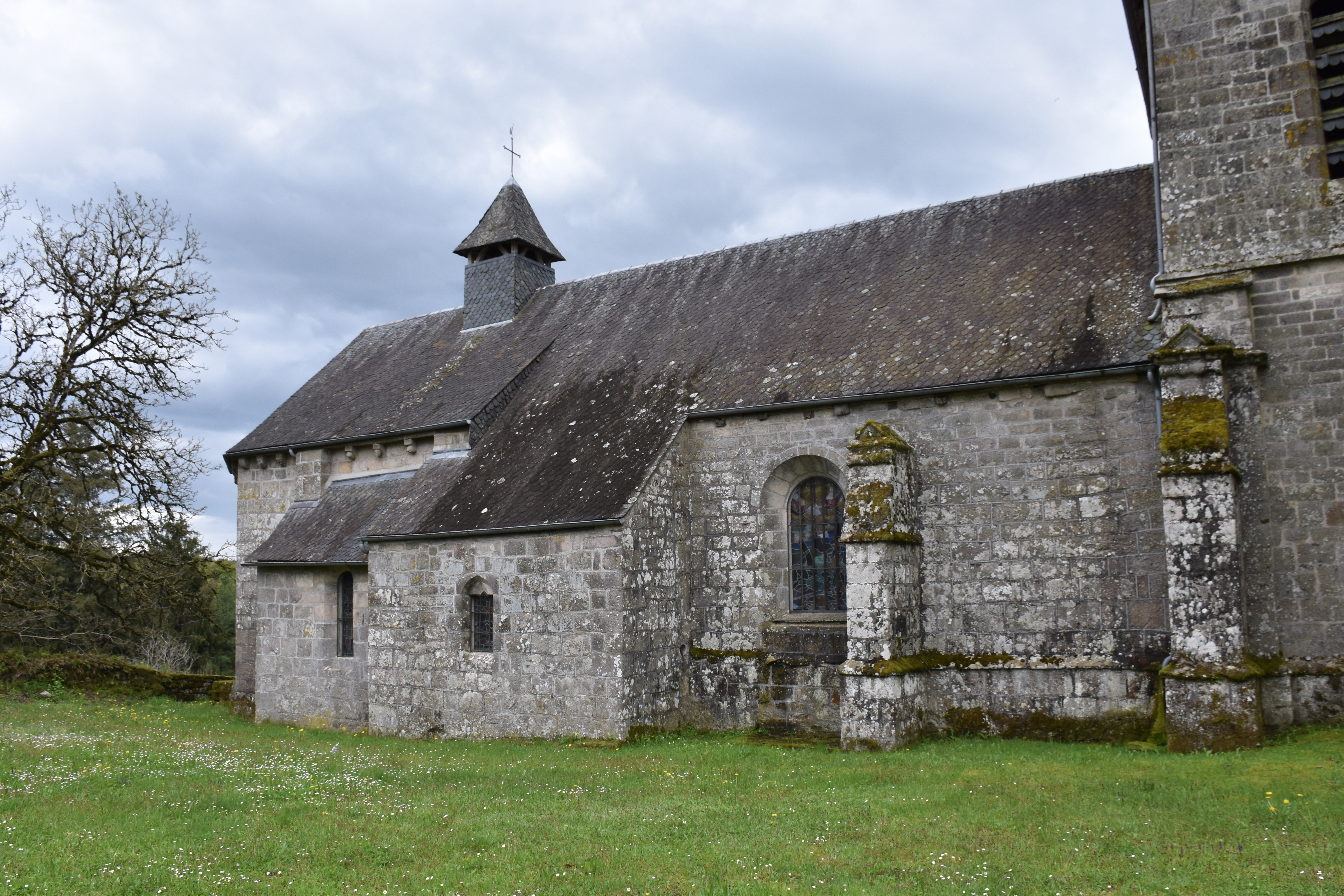
Vue du mur nord de l'église.
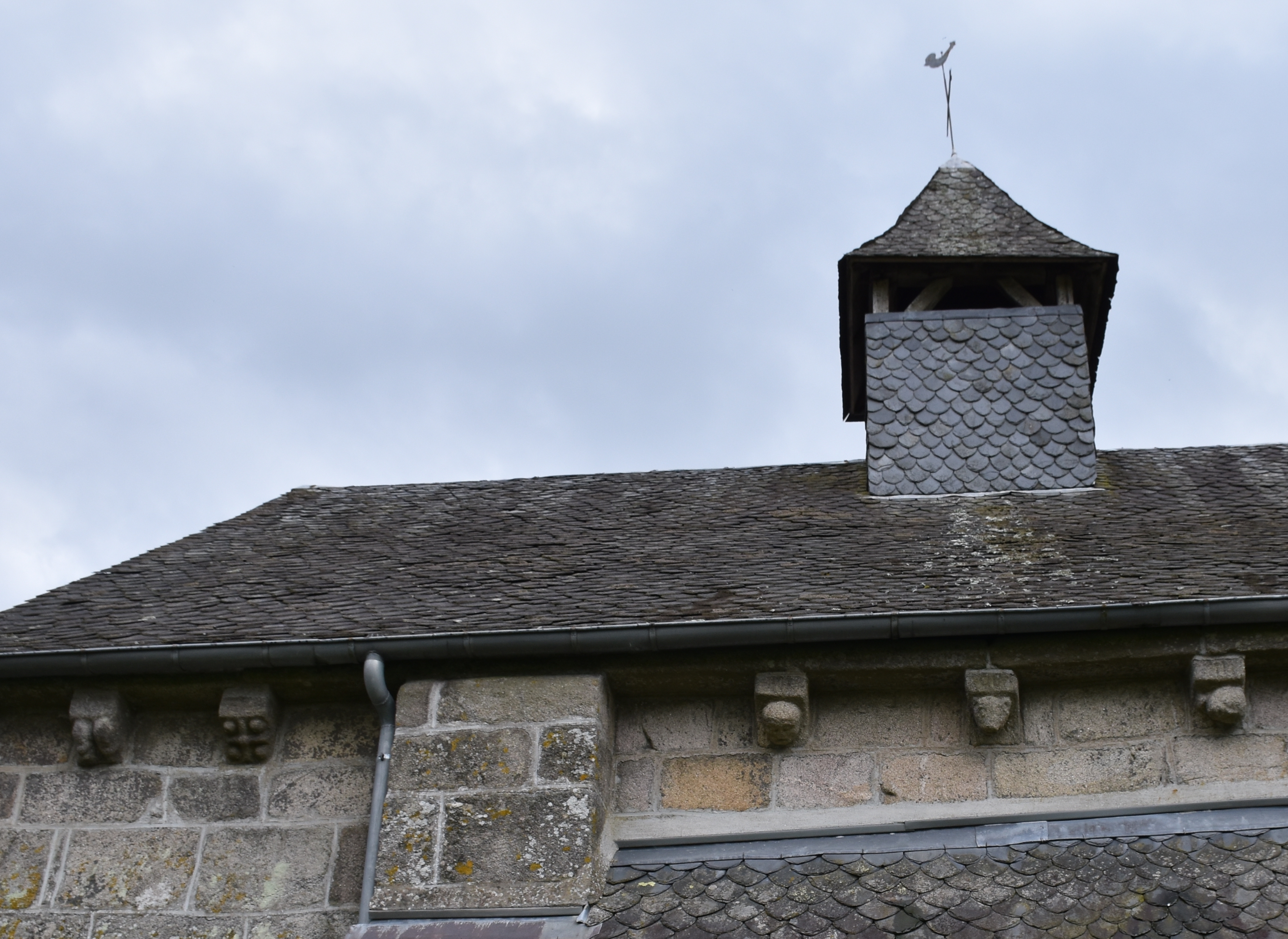
Le clocheton et les modillons.
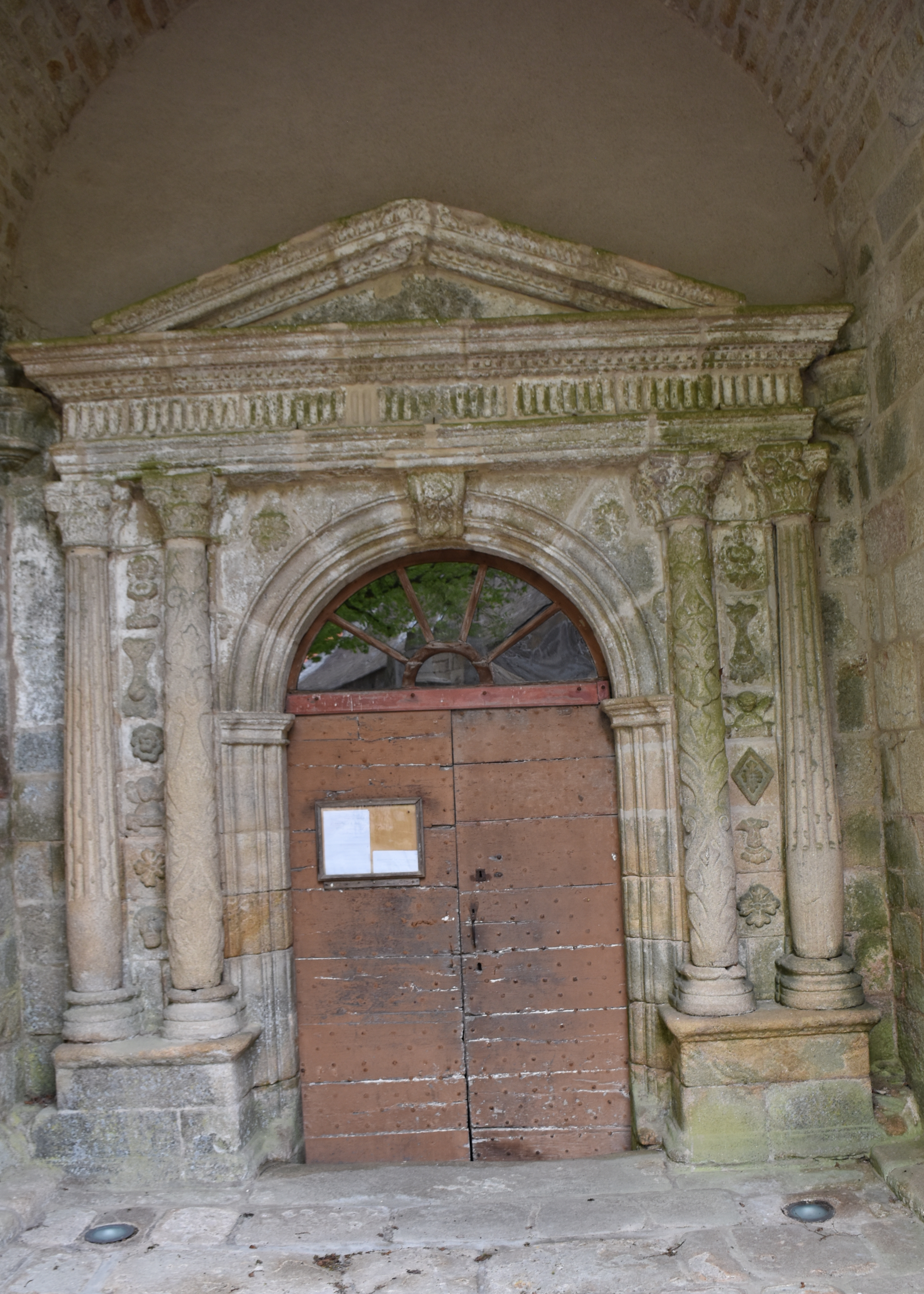
Le portail de l'église classé M.H.
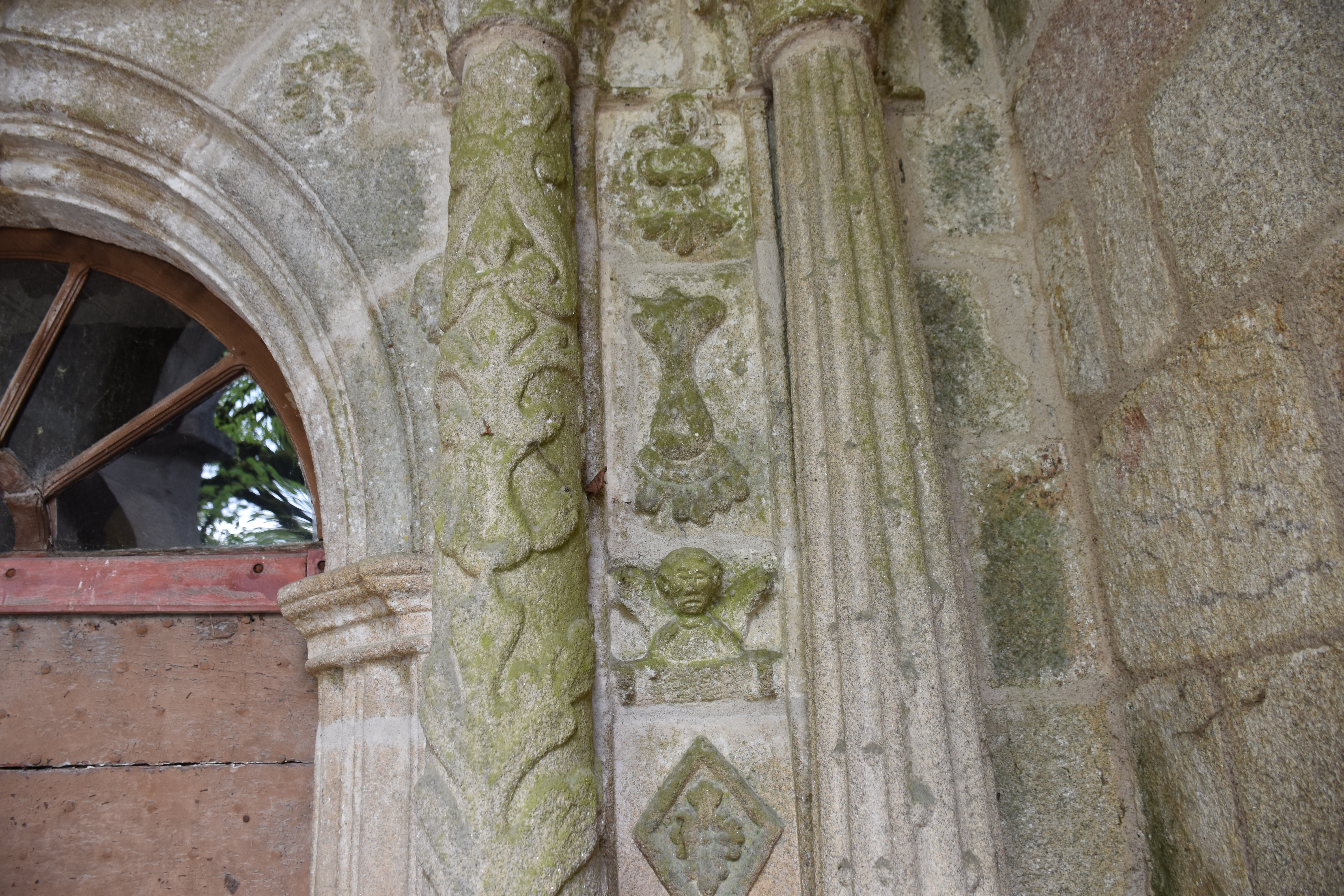
Détail des sculptures du portail.